# مقاطعة موست
مقاطعة موست (بالتشيكية: Okres Most)‏ هي مقاطعة (أوكريس) في إقليم أوستي ناد لابم في جمهورية التشيك.
عاصمة هذه المقاطعة هي مدينة موست.

## اقرأ أيضاً
- مقاطعات جمهورية التشيك